# Dennis Nelson
Dennis Ray Nelson (Kewanee, 9 febbraio 1946) è un ex giocatore di football americano statunitense che ha militato nel ruolo di offensive tackle nella National Football League (NFL).

## Carriera
Nelson al college giocò a football con gli Illinois State Redbirds. Fu scelto nel corso dell terzo giro (77º assoluto) del Draft NFL 1970 dai Baltimore Colts. Con essi disputò quattro stagioni su sei come titolare, andando a vincere il Super Bowl V nel 1970 contro i Dallas Cowboys per 16-13. Dopo un anno lontano dai campi di gioco, nel 1976 tornò nella NFL con i Philadelphia Eagles con cui disputò le ultime due stagioni della carriera. Il suo numero di maglia fu ritirato dalla sua università nell'ottobre del 1995.

## Palmarès
- Super Bowl : 1

Baltimore Colts: V
- American Football Conference Championship: 1

Baltimore Colts: 1970